# 흐라드차니

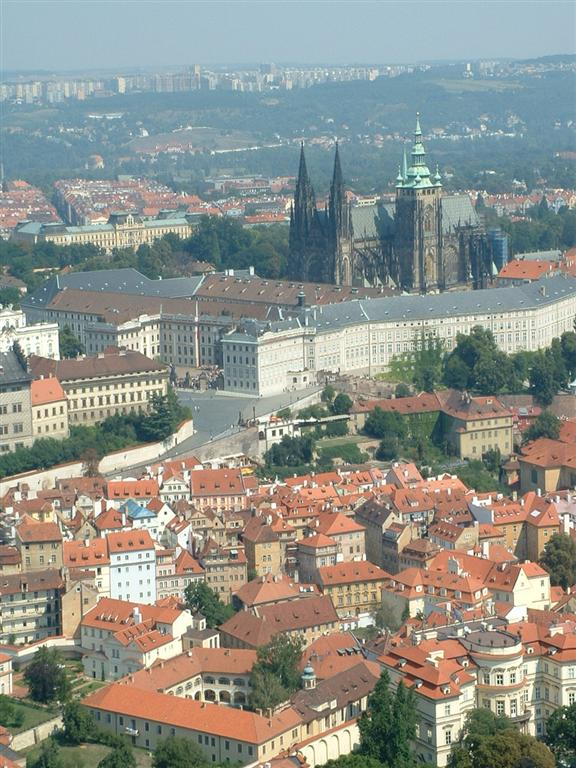
페트르진 타워에서 바라본 흐라드차니

흐라드차니(체코어: Hradčany)는 체코 프라하의 지구로, 프라하성을 둘러싸고 있다. 흐라드차니의 대부분은 역사적 궁전으로 이루어져 있다.